# Álgebra de Lie
En matemáticas, particularmente en topología  diferencial, un álgebra de Lie es la estructura algebraica definida sobre un espacio vectorial, asociada usualmente a los grupos de Lie y usadas en el estudio geométrico de esos los propios grupos y de otras variedades diferenciables. El término "álgebra de Lie" (referido a Sophus Lie) fue creado por Hermann Weyl en la década de 1930, para el objeto matemático  que se denominaba "grupo infinitesimal".
Si un grupo de Lie puede interpretarse en física como un grupo de transformaciones sobre una variedad diferenciable, el álgebra de Lie físicamente puede concebirse como un conjunto de transformaciones infinitesimales.

## Definición
Un álgebra de Lie {\displaystyle {\mathfrak {a}}} es un espacio vectorial sobre un cierto cuerpo {\displaystyle \mathbb {F} } junto con una operación binaria [·, ·]: {\displaystyle {\mathfrak {a}}\times {\mathfrak {a}}\to {\mathfrak {a}}}, llamada  corchete de Lie, que satisface las propiedades siguientes:  
- es bilineal, es decir, [a x + b y, z] = a [x, z] + b [y, z]  y  [z, a x + b y] = a [z, x] + b [z, y] para todo a, b en {\displaystyle \mathbb {F} } y todo x, y, z en {\displaystyle {\mathfrak {a}}}.
- satisface la identidad de Jacobi, es decir, [[x, y], z] + [[z, x], y] + [[y, z], x] = 0 para todo x, y, z en {\displaystyle {\mathfrak {a}}}.
- [x, x] = 0 para todo x en {\displaystyle {\mathfrak {a}}}.

Adviértase que la primera propiedad y la tercera juntas,  implican el carácter anticonmutativo de [x, y] = − [y, x] para todo x, y en {\displaystyle {\mathfrak {a}}} ("anti-simetría") si el cuerpo {\displaystyle \mathbb {F} } es de característica diferente de dos. Téngase en cuenta también que la multiplicación representada por el corchete de Lie no es, en general, asociativa, es decir, [[x, y], z] no necesariamente es igual a [x, [y, z]].

### Ejemplos
- Cada espacio vectorial se convierte en un álgebra de Lie abeliana trivial si definimos el corchete de Lie como idénticamente cero.
- El espacio euclídeo {\displaystyle \mathbb {R} ^{3}} se convierte en un álgebra de Lie, si se  considera  el corchete de Lie que usa el producto vectorial.
- Si se da un álgebra asociativa A con la multiplicación * , se puede dar un álgebra de Lie definiendo [x, y] = x * y − y * x. esta expresión se llama el conmutador de x e y.
- Inversamente, puede ser demostrado que cada álgebra de Lie se puede sumergir en otra que surja de un álgebra asociativa de esa manera.
- Otro ejemplo importante viene de la topología diferencial: los campos vectoriales  en una variedad diferenciable forman un álgebra de Lie de dimensión infinita. Estos campos vectoriales actúan como operadores diferenciales sobre las funciones diferenciables sobre la variedad. Dados dos campos vectoriales X e Y, el corchete de Lie {\displaystyle \scriptstyle [X,Y]} se define como:

{\displaystyle \left[X,Y\right]f=(XY-YX)f\,}

y puede comprobarse que este operador corresponde a un campo vectorial. Las generalizaciones adecuadas de la teoría de variedades al caso de dimensión infinita muestra que esta álgebra de Lie es la asociada (ver siguiente punto) al grupo de Lie de los difeomorfismos de la variedad.
- En el caso de una variedad que sea un grupo de Lie {\displaystyle G} a su vez, un subespacio de los campos vectoriales queda inalterado por las transformaciones dadas por el propio grupo, en el sentido de que en cada punto {\displaystyle g} del mismo, el campo no es más que:

{\displaystyle X(g)=dl_{g}(X(e))\,}

Este subespacio es de dimensión finita (e igual a la del grupo), dado que se corresponde con el espacio tangente en la identidad. Además hereda la estructura de álgebra de Lie definida en el punto anterior, y se le denomina el álgebra de Lie asociada al grupo {\displaystyle G}.
- Como ejemplo concreto, consideremos el grupo de Lie SL(n, R) de todas las matrices {\displaystyle n\times n} con valores reales y determinante 1. El espacio tangente en la matriz identidad se puede identificar con el espacio de todas las matrices reales {\displaystyle n\times n} con traza 0 y la estructura de álgebra de Lie que viene del grupo de Lie coincide con el que surge del conmutador de la multiplicación de matrices.

## Morfismos, subálgebras e ideales
Un homomorfismo {\displaystyle \varphi :{\mathfrak {a}}\to {\mathfrak {b}}} entre las álgebra de Lie {\displaystyle {\mathfrak {a}}} y {\displaystyle {\mathfrak {b}}} sobre el mismo cuerpo de base {\displaystyle \mathbb {F} } es una función {\displaystyle \mathbb {F} }-lineal tal que {\displaystyle [\varphi (x),\varphi (y)]=\varphi ([x,y])} para todo x y y en {\displaystyle {\mathfrak {a}}}. La composición de tales homomorfismos es otra vez un homomorfismo, y las álgebras de Lie sobre el cuerpo {\displaystyle \mathbb {F} }, junto con estos morfismos, forman una categoría.  Si tal homomorfismo es biyectivo, se llama un isomorfismo, y las dos álgebras de Lie {\displaystyle {\mathfrak {a}}} y {\displaystyle {\mathfrak {b}}} se llaman isomorfas. Para todos los efectos prácticos, las álgebras de Lie isomorfas son idénticas.  
Una subalgebra del álgebra de Lie {\displaystyle {\mathfrak {a}}} es un subespacio vectorial {\displaystyle {\mathfrak {b}}} de {\displaystyle {\mathfrak {a}}} tal que {\displaystyle [x,y]\in {\mathfrak {b}}} para todo {\displaystyle x,y\in {\mathfrak {b}}}. i.e. {\displaystyle [{\mathfrak {b}},{\mathfrak {b}}]\subset {\mathfrak {b}}}. La subalgebra es entonces un álgebra de Lie.  
Un ideal del álgebra de Lie A es un subespacio vectorial I de A tales que [a, y ] ∈ I para toda a ∈ A y ∈ I. i.e. [A, I] ⊆ I. Todos los ideales son subalgebras. Si I es un ideal de A, entonces el espacio cociente A/I  se convierte en un álgebra de Lie definiendo [x + I, y + I] = [x, y] + I para todo x, y ∈ A. Los ideales son precisamente los núcleos de homomorfismos, y el teorema fundamental de homomorfismos es válido para las álgebras de Lie.

## Clasificación de las álgebras de Lie
Las álgebras de Lie reales y complejas se pueden clasificar hasta un cierto grado, y esta clasificación es un paso importante hacia la clasificación de los grupos de Lie.

### Álgebras abelianas, nilpotentes y solubles
Cada álgebra de Lie real o compleja finito-dimensional se presenta como el álgebra de Lie de un único grupo de Lie simplemente conexo real o complejo (teorema de Ado), pero puede haber más de un grupo, aún más de un grupo conexo, dando lugar a la misma álgebra. Por ejemplo, los grupos SO(3) (matrices ortogonales 3×3 de determinante 1) y SU(2) (matrices unitarias 2×2 de determinante 1), ambos dan lugar a la misma álgebra de Lie, a saber R³ con el producto vectorial. Un álgebra de Lie es abeliana si el corchete de Lie se anula, es decir [x, y] = 0 para todo x e y. Más generalmente, un álgebra de Lie A es nilpotente si la serie central descendente
A ⊇ [A, A] ⊇ [[A, A]], A] ⊇ [[[A, A]], A], A] ⊇...
acaba haciéndose cero. Por el teorema de Engel, un álgebra de Lie es nilpotente si y solo si para cada x en A, la función ad(x):  A -> A definida por 
ad(x)(y) = [x, y]
es nilpotente. Más generalmente aún, un álgebra de Lie A es soluble si la serie derivada
A ⊇ [A, A] ⊇ [[A, A]], [A, A]] ⊇ [[[A, A]], [A, A]],[[A, A]], [A, A]]] ⊇ ...
acaba haciéndose cero. Una subálgebra soluble maximal se llama una subálgebra de Borel. 

### Álgebras simples y semisimples
Un álgebra de Lie A se llama semisimple si el único ideal soluble de A es trivial. Equivalente, A es semisimple si y solamente si la forma de Killing K(x, y) = tr(ad(x)ad(y)) es no-degenerada;  aquí tr denota el operador de traza. Cuando el cuerpo F es de característica cero, A es semi-simple si y solamente si cada representación es totalmente reducible, esto es, que para cada subespacio invariante de la representación hay un complemento invariante (teorema de Weyl). 
Un álgebra de Lie es simple si no tiene ningún ideal no trivial. En particular, un álgebra de Lie simple es semi-simple, y más generalmente, las álgebras de Lie semi-simples son suma directa de simples. Las álgebras de Lie complejas semi-simples se clasifican a través de sus sistemas de raíz.